# Unité urbaine de Saint-Laurent-de-la-Prée
L'unité urbaine de Saint-Laurent-de-la-Prée est une unité urbaine française constituée par la commune de Saint-Laurent-de-la-Prée, petite ville de la troisième couronne périurbaine de l'aire d'attraction de La Rochelle, située à l'ouest de la Charente-Maritime, sur la rive droite de l'estuaire de la Charente.

## Données générales
En 2020, l'INSEE a procédé à une redéfinition des zonages des unités urbaines de la France; celle de Saint-Laurent-de-la-Prée a été créée formant une ville isolée selon la nomenclature de l'Insee qui lui a donné le code 17103. 
En 2021, avec 2 271 habitants, elle constitue la 36e unité urbaine de Charente-Maritime et appartient à la catégorie des unités urbaines de 2 000 à 4 999 habitants.
Sa densité de population qui s'élève à 83 hab/km² en 2021 en fait une des unités urbaines les moins densément peuplées en Charente-Maritime; étant même inférieure à celle du département qui est de 96 hab/km² en 2021.

## Délimitation de l'unité urbaine de 2020
Unité urbaine de Saint-Laurent-de-la-Prée dans la délimitation de 2020 et population municipale de 2021
| Commune urbaine          | Superficie | Population | Densité de population | Statut       |
| ------------------------ | ---------- | ---------- | --------------------- | ------------ |
| Saint-Laurent-de-la-Prée | 27,51 km²  | 2 271 ab.  | 83 hab/km²            | Ville isolée |

## Sources et références
1. ↑  Composition de l'unité urbaine de Saint-Laurent-de-la-Prée en 2020 - Source : Insee